# Heinrich Eduard Jacob

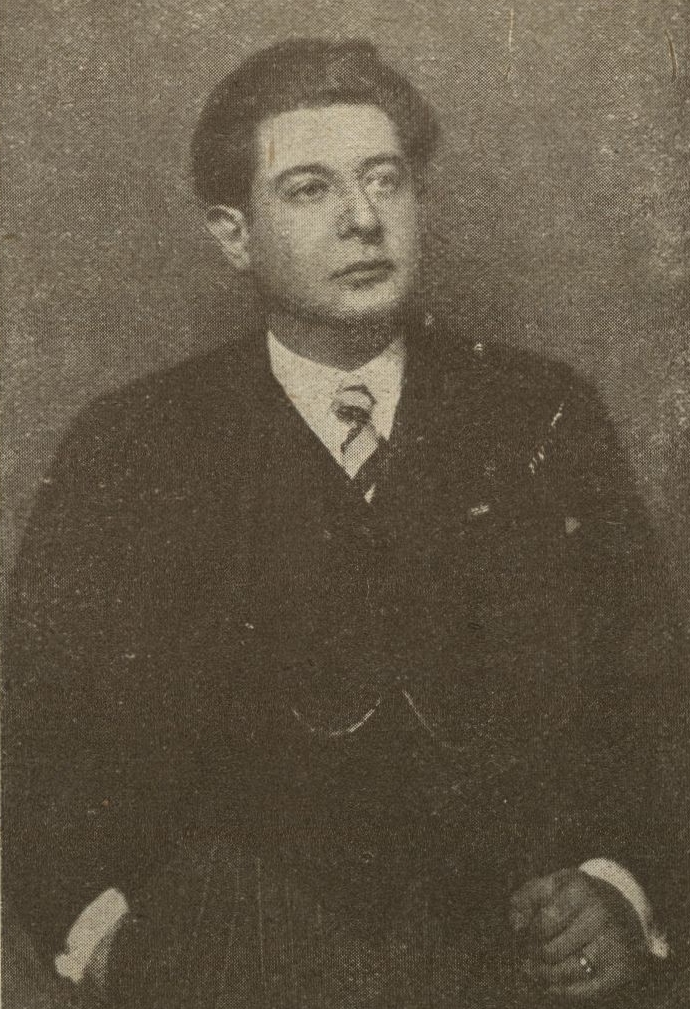
Heinrich Eduard Jacob

Heinrich Eduard Jacob (ook Edward Henry Jacob) (Berlijn, 7 oktober 1889 – Salzburg, 25 oktober 1967) was een Duits en Amerikaans journalist en schrijver.  Hij schreef ook onder het pseudoniem van Henry E. Jacob en Eric Jens Petersen. 

## Leven
Heinrich Eduard Jacob was de zoon van de bankdirecteur en hoofdredacteur van de Deutsche Konsularzeitung Richard Jacob (Wrocław 1847 - Berlijn 1899) en zijn vrouw Martha Jacob-Behrendt (Deutsch Eylau 1865 - Terezin concentratiekamp 1943), dochter van een landhuis eigenaar. 
Met zijn oudere broer, Robert Jacob (Berlijn 1883 - Berlijn 1924) en zijn halfzus Alice Lampl (Berlijn 1898 - Wenen 1938)  groeide Jacob op in een gezin van de oude Duits-joodse wereld.  Na het bezoek aan scholen in Berlijn en Wenen, en in 1909 aan het Gymnasium Askanischer in Berlijn -  begon hij aan het Koninklijk Friedrich-Wilhelms-Universiteit van Berlijn Germanistiek, literatuur, geschiedenis en musicologie te studeren.  Reeds tijdens zijn studie, maakte hij zijn eerste gedicht in zijn publicaties in het Berlijn-Charlottenburg weekblad Herald.  Vanaf april 1912 was hij theatercriticus van de Deutsch Montag krant.  
In de jaren twintig werkte Jacob voornamelijk als journalist en columnist.  In september - oktober 1926, nam hij als afgevaardigde en speciale correspondent van hetn Berliner Tageblatt deel aan de internationale film-conferentie in Parijs, die op initiatief van de Liga werd bijeengeroepen, en op het nieuwe medium van de film als propagandainstrument gericht was. Van 1927 tot 1933 was hij hoofd van de Centraal-Europese vestigingen van het Berliner Tageblatt in Wenen.  Daarnaast publiceerde hij een reeks romans, korte verhalen en toneelstukken.  
In het kader van de Weimarrepubliek en  de overname van de macht door de nazi's in Duitsland in 1933 verloor Jacob in maart 1933 zijn werk aan het Berliner Tageblatt.  Hij woonde nu als freelance schrijver in Wenen, en was geconcentreerd bezig met zijn literaire en wetenschappelijke literatuur en biografieën.  Ter gelegenheid van de XI. Internationale PEN-congres in Ragusa (Dubrovnik), vocht hij in de voorste rijen tegen de nazi-schrijvers en leverde daarmee bijdragen aan de splitsing in de Oostenrijkse PEN.  Tijdens zijn verdere inspanningen - samen met Raoul Auernheimer, Paul Frischauer en anderen -  kwam het tot een controverse met Stefan Zweig.  Hoewel zijn verhalende werken tijdens de periode van het nationaalsocialisme op de lijst van ongewenste boeken kwamen, konden Jacobs romans,  alleen bij de Nederlandse of Zwitserse exiluitgevers zoals Querido Verlag in Amsterdam gepubliceerd worden.  

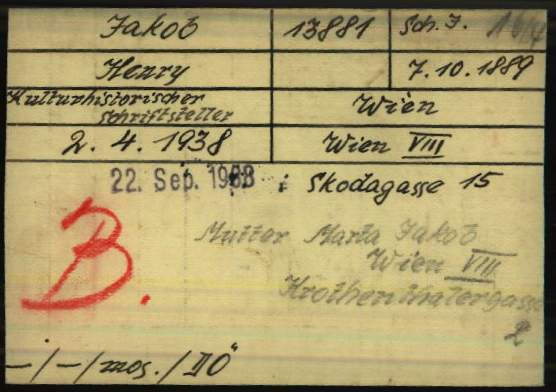
Registratiekaart van Heinrich Eduard Jacob als gevangene in nazi-concentratiekamp Dachau

Na de aansluiting van Oostenrijk werd Jacob gearresteerd in maart 1938, zijn uitgebreide bibliotheek, en privé-correspondentie, maar ook andere goederen en roerende zaken werden in beslag genomen. Hij kwam terecht in het concentratiekamp Dachau.  Later, op 23  september 1938, na Buchenwald werd hij door de constante inspanningen van zijn vrouw  Dora Angel-Soyka (Wenen 1889 - Berlijn 1984), zuster van de Oostenrijkse dichter Ernst Engel (1894-1986) en eerst getrouwd met de Weense schrijver Otto Soyka (1881-1955) en met de hulp van  een Amerikaanse oom, Michael J. Barnes, een broer van de moeder van Jacob mogelijk gemaakt om Jacobs vrij te laten.  Op 10  januari 1939 kwam hij uit Buchenwald, en trouwde op 18  februari 1939 in Wenen. Via Engeland gingen zij naar de Verenigde Staten, waar zij zich in New York vestigden.  Ondanks al zijn verschrikkelijke ervaringen bleef Jacob altijd  proberen verzoening in Duitsland voor zijn collega's – en met de Duitsers in het algemeen – tot stand te brengen. 
In de Verenigde Staten schreef Jacob voor Duitstalige exiltijdschriften zoals het joodse weekblad Building maar ook voor de New York Times en ook meer non-fictie, meestal voor de Engelse markt.  Op 28  februari 1945  verkreeg Jacob het Amerikaanse staatsburgerschap.  In de zomer van 1953 keerde hij terug naar Europa en nam daar de draad weer op in Duitsland.  Gekenmerkt door zijn grote rusteloosheid, ging hij met zijn vrouw van hotel naar pension etcetera.  Zijn slechte gezondheid, vooral door de opname in de concentratiekampen, maakte het hem niet meer mogelijk nog nieuwe publicaties te laten uitkomen.  De rustplaats van Heinrich Eduard Jacob en zijn vrouw Dora is gelegen op de Joodse begraafplaats in Berlin-Westend, Heerstrasse 141.

## Onderscheidingen
- 1935 Ere-lidmaatschap van de prestigieuze Universiteit van Tokyo.
- 1966 Orde van Verdienste van de Bondsrepubliek Duitsland (niveau: Kruis van Verdienste 1e klasse).

## Werk van Jacob
- Das Leichenbegängnis der Gemma Ebria (Novellen), Berlin 1912
- Reise durch den belgischen Krieg (dagboek), Berlin 1915
- Das Geschenk der schönen Erde München 1918; opnieuw in Die neue Reihe uitgegeven door Martin Sommerfeld: Nendeln/Liechtenstein 1973
- Der Zwanzigjährige (Roman), München 1918; 2. Aufl. 1918; opnieuw: Berlin 1983, ISBN 3-87008-106-6
- Beaumarchais und Sonnenfels (toneelstuk), München 1919
- Die Physiker von Syrakus (Dialog), Berlin 1920
- Der Tulpenfrevel (Schauspiel), Berlin 1920
- Das Flötenkonzert der Vernunft (Novellen), Berlin 1923; 2. Aufl. 1924
- Der Untergang von dreizehn Musiklehrern (vertelling), Stuttgart 1924
- Dämonen und Narren (Novellen), Frankfurt am Main 1927; 2. Aufl. 1929; opnieuw: Hamburg 1957; in 1931 in het Berliner Tageblatt verschenen
- Jacqueline und die Japaner (Roman), Berlin 1928; 2. oplaag. 1929; opnieuw: Reinbek 1989, ISBN 3-499-12460-2
- Blut und Zelluloid (Roman), Berlin 1929; opnieuw: Bad Homburg 1986, ISBN 3-925844-02-3
- Die Magd von Aachen (Roman), Berlin [u.a.] 1931; opnieuw: Zürich 1934
- Liebe in Üsküb (Roman), Berlin [u.a.] 1932; in 1972 in de Basler Zeitung verschenen
- Ein Staatsmann strauchelt (Roman), Berlin [u.a.] 1932; opnieuw: Reinbek 1990, ISBN 3-499-12578-1
- Treibhaus Südamerika (Novellen), Zürich 1934
- Der Grinzinger Taugenichts (Roman), Amsterdam 1935; opnieuw: Kufstein 1953
- Johann Strauss und das neunzehnte Jahrhundert (Biografie), Amsterdam 1937; opnieuw: Bremen 1960
- Six thousand Years of Bread. Its Holy and Unholy History , New York 1944; opnieuw: New York 1997, ISBN 1-55821-575-1; opnieuw: New York, 2007, ISBN 1-60239-124-6
- The World of Emma Lazarus (Biographie), New York 1949; opnieuw: Whitefish, MT, 2007, ISBN 1-43251-416-4
- Joseph Haydn. His Art, Times, and Glory (Biografie), New York 1950
- Estrangeiro (Roman), Frankfurt am Main 1951; opnieuw: Reinbek 1988, ISBN 3-499-12337-1
- Joseph Haydn (Biographie), Hamburg 1952; opnieuw: Reinbek 1977, ISBN 3-499-14142-6
- Sechstausend Jahre Brot Hamburg 1954; opnieuw: Hopferau 1985, ISBN 3-922434-74-6
- Mozart oder Geist, Musik und Schicksal (Biografie), Frankfurt am Main 1955; letzte Neuauflage unter dem Titel Mozart. Der Genius der Musik; München 2005, ISBN 3-453-60028-2
- Felix Mendelssohn und seine Zeit (Biografie), Frankfurt am Main 1959; opnieuw: Frankfurt am Main 1981, ISBN 3-596-25023-4
- Die Tiroler in Narvik (Erzählung), Berlin-Köpenick 1991 (onder het pseudoniem Jens Eric Petersen), ISBN 3-910178-05-6 (niet geldig)
- Mit dem Zeppelin nach Pernambuco (Reisbericht), Berlin-Köpenick 1992, ISBN 3-910178-06-5.
- Stationen dazwischen (Essay over Alfred Döblin), Berlin-Köpenick 1993

## Nog niet gepubliceerd werk
- Das letzte Abenteuer Alexanders (Novelle, 1906). Zijn eerste novelle
- Der große Nebel über Belgien (Roman). Met het 894 paginas grote manuscript sloot Heinrich Eduard Jacob in 1941 dit werk af.
- Babylon's Birthday oder ein Fest in New York (Roman, ca. 1953 en versie 2 ca. 1959).
- Fräuleins (Roman, 1945/1946). Voltooid.
- Estrangeiro (Theaterstück, ca. 1945). Voltooid
- Bernadotte. Der Mann, der nicht der Zweite sein konnte (Romanbiografie, ca. 1935-38). onvoltooid
- Per Kristian sucht sein Regiment (Roman, ca. 1941). onvoltooid
- Astor (Romanbiographie, ca. 1944). onvoltooid
- Haustheater bei Doktor Lehner (Roman, ca. 1940). Voltooid
- Deborahs Siegesreigen (Danspantomime, ca. 1942).